# رایموند کراوث
رایموند کراوث (انگلیسی: Raimund Krauth; ۲۷ دسامبر ۱۹۵۲ – ۲۲ نوامبر ۲۰۱۲) بازیکن فوتبال اهل آلمان بود.
از باشگاه‌هایی که در آن بازی کرده‌است می‌توان به باشگاه فوتبال آینتراخت فرانکفورت و باشگاه فوتبال کارلسروهه اشاره کرد.